# Struthanthus schultesii
Struthanthus schultesii är en tvåhjärtbladig växtart som beskrevs av Kuijt. Struthanthus schultesii ingår i släktet Struthanthus och familjen Loranthaceae. Inga underarter finns listade i Catalogue of Life.